# Sulf

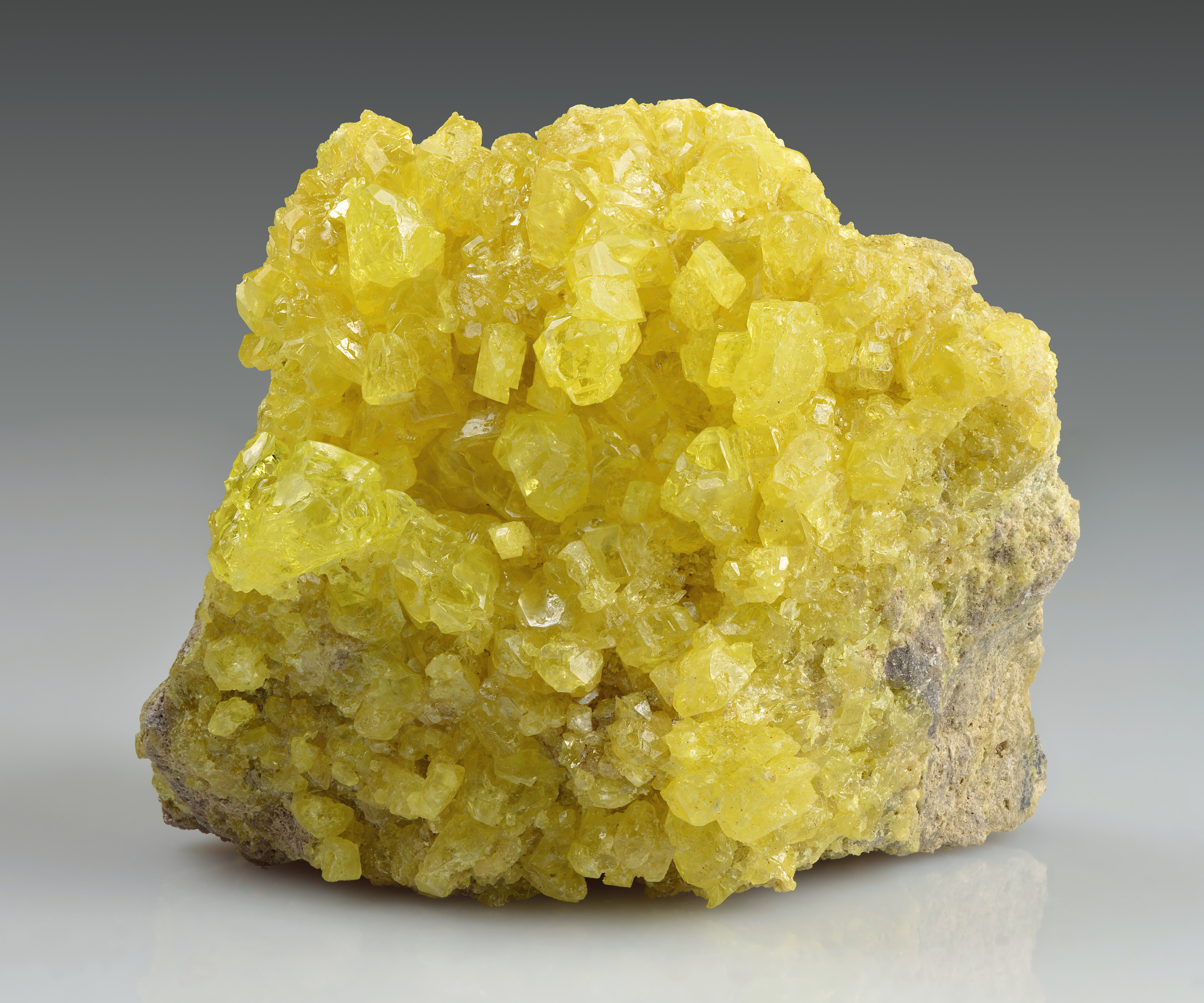
Sulf

Sulful (numit și pucioasă) este elementul chimic cu simbolul S și cu numărul atomic 16. Este un nemetal polivalent abundent în natură. În condiții standard de temperatură și presiune, moleculele de sulf prezintă o aranjare octatomică, având formula S8. Sulful elementar este un solid cristalin, de culoare galbenă. Din punct de vedere chimic, reacționează cu toate elementele, mai puțin cu aurul, platina, iridiul, azotul, telurul, iodul și gazele nobile. Se află în perioada a 3-a, în grupa a VI-a principală, fiind astfel un calcogen.
Sulful este un element esențial în corpul tuturor organismelor vii, dar de cele mai multe ori este întâlnit sub formă de compuși organici cu sulf sau sulfuri metalice, și foarte rar sub formă elementară. Trei aminoacizi (cisteină, cistină și metionină) și două vitamine (biotină și tiamină) sunt compuși organici cu sulf. De asemenea, mulți cofactori biochimici conțin sulf, precum glutationul sau tioredoxina. Legăturile disulfurice S-S, numite și „punți de sulf”, au un rol important în unele țesuturi animale, întrucât conferă rezistență mecanică și insolubilitate proteinei numită cheratină ce se găsește în epiteliul extern, păr, unghii, pene, etc.
Majoritatea cantității de sulf obținut la nivel mondial este folosit la nivel industrial pentru producția de acid sulfuric, unul dintre cei mai importanți compuși chimici utilizați. De asemenea, oxizii sulfului (dioxid de sulf, trioxid de sulf, etc) sunt componenți ai ploii acide. În cantități mai mici, sulful este folosit în chibrituri, insecticide și fungicide. Mulți compuși derivați ai acestuia sunt urât mirositori; de exemplu, mirosul de grepfrut sau cel de usturoi este datorat prezenței de compuși organici cu sulf în compoziția plantei. Hidrogenul sulfurat este compusul care are mirosul caracteristic de ouă clocite, dar este prezent și în alte procese biologice. Sulful este, de asemenea, componentul de bază în cadrul procesului de vulcanizare.

## Istoric
Sulful este cunoscut din cele mai vechi timpuri. Chinezii și egiptenii (aproximativ 5000 î.Hr.) utilizau sulful ca înălbitor de textile, ca substanță medicamentoasă și ca dezinfectant. Era cunoscut încă din antichitate, fiind amintit în Iliada ca dezinfectant datorită obținerii de SO2. 

### Etimologie
Originea numelui „sulf” provine de la latinescul sulfur, iar termenul de „pucioasă” își regăsește originea în cuvântul latinesc puteosus. Forma sulfur a fost preluată și în celelalte limbi romanice și engleză (sulphur/sulfur) : soufre în franceză, zolfo în italiană (derivat de la solfo), azufre în spaniolă (de la açufre, anterior çufre), enxofre în portugheză (de la xofre). Denumirile din spaniolă și portugheză pentru sulf au ca și prefix articol arab, deși nu sunt cuvinte de origine arabă.
Se consideră că rădăcina cuvântului în limba proto-indo-europeană este *swépl̥ (genitiv *sulplós), un derivat substantival pentru verbul *swelp 'a arde'. Aceasta este originea comună și pentru cuvintele din limbile germanice pentru sulf, de la care au evoluat la formele lor moderne: Schwefel în germană, zwavel în olandeză și svavel în suedeză.

## Structură atomică
Structura atomica a moleculei de sulf este S⁸

## Izotopi
Sulfului i se cunosc 25 de izotopi naturali, din care doar 4 sunt stabili: 32S (95.02%), 33S (0.75%), 34S (4.21%), și 36S (0.02%). Alți izotopi mai sus de 35S, sunt izotopi radioactivi. 35S are un timp de înjumătățire de 87 de zile. 
Când mineralele sulfuroase sunt precipitate, echilibrarea izotopică între solid-lichid poate provoca mici diferențe în valorile raportului izotopic δS-34 (al celor doi izotopi stabili ai sulfului) ale mineralelor cogenetice.

## Proprietăți

### Proprietăți fizice
Sulful este o substanță solidă, de culoare galbenă, insolubilă în apă, dar solubilă în sulfura de carbon, benzen, toluen sau petrol; acesta are densitate mai mare decât a apei, este rău conducător termic și electric (adică este un izolator), este casant, cu duritate mică și se prezintă sub două forme cristaline diferite (rombic, monoclinic). Ambele forme cristaline sunt molecule octoatomice S8 cu conformație zigzagată. Tranziția între cele forme are loc la 95,50C
La încălzire, sulful se topește ușor la 112-1190C și astfel devine vâscos, iar turnat în apă rece se transformă într-o masă plasticăde culoare brună.
Masă atomică : 32,066 uam
1 mol= 32, 006 g

### Proprietăți chimice

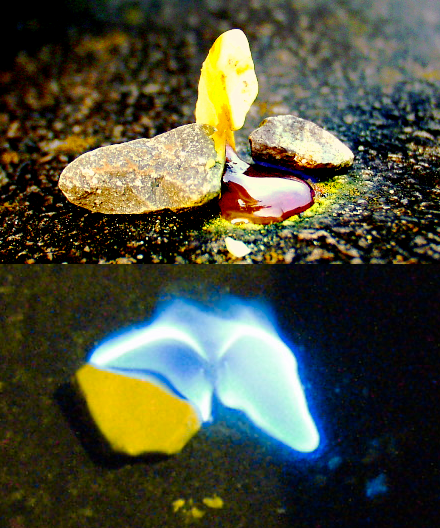
Procesul de ardere al sulfului, din care se obține dioxid de sulf, cu o flacără albastră (observată mai bine în întuneric).

Sulful este un element reactiv și va reacționa la temperatură ridicată cu majoritatea metalelor pentru a forma sulfuri, excepțiile fiind platina, iridiul și aurul. Cu mercurul reacționează la temperatura camerei cu formare de sulfură de mercur. Analog, poate reacționa și cu restul metalelor:
{\displaystyle \mathrm {Hg+S\longrightarrow HgS} }
{\displaystyle \mathrm {2\ Al+3S\longrightarrow Al_{2}S_{3}} }
Cu semimetalele și nemetalele reacționează doar la temperaturi ridicate, iar singurele elemente din această categorie care nu reacționează cu sulful sunt telurul, azotul molecular și gazele nobile.
Prin tratarea sulfului cu hidrogen se obține hidrogen sulfurat, denumit și acid sulfhidric. Dizolvat în apă, acesta are o tărie acidă medie:
{\displaystyle \mathrm {H_{2}+S\longrightarrow H_{2}S} }
{\displaystyle \mathrm {H_{2}S\longrightarrow HS^{-}+H^{+}} }
Prin reducerea sulfului elementar se obțin polisulfuri, care sunt compuse din catene de atomi închise prin centre de S−:
{\displaystyle \mathrm {2\ Na+S_{8}\longrightarrow Na_{2}S_{8}} }
Această reacție pune în vedere o proprietate distinctivă a sulfului, și anume faptul că acesta formează catene (mai mulți atomi se leagă între ei formând lanțuri). Protonarea acestor anioni polisulfuri conduce la formarea de polisulfani, H2Sx unde x = 2, 3 și 4. În cele din urmă, reducerea totală conduce la formarea de sulfuri:
{\displaystyle \mathrm {16\ Na+S_{8}\longrightarrow 8\ Na_{2}S} }
Sulful arde cu o flacără albastră, în urma reacției obținându-se dioxidul de sulf sau anhidrida acidului sulfuros, un gaz sufocant cu un miros foarte neplăcut. Dacă se continuă oxidarea, se obține oxidul superior, trioxidul de sulf, care este anhidrida acidului sulfuric:
{\displaystyle \mathrm {S+O_{2}\longrightarrow SO_{2}} }
{\displaystyle \mathrm {2\ SO_{2}+O_{2}\rightleftharpoons 2\ SO_{3}} }

## Compuși
Numerele de oxidare ale sulfului variază de la -2 la +6. Fiind un element reactiv, acesta are o varietate de compuși anorganici, cât și câțiva compuși organici cu importanță biologică ridicată.
Compușii cu legături multiple de tipul carbon-sulf sunt rari, excepție făcând disulfura de carbon, un lichid incolor volatil, asemănător din punct de vedere structural cu dioxidul de carbon. Este folosit ca reactiv pentru fabricarea polimerului numit rayon și a altor compuși organici cu sulf. Spre deosebire de monoxidul de carbon, monosulfura de carbon este stabilă doar în formă de gaz foarte diluat, fiind răspândit între sisteme solare.

### Radicali
Cei mai răspândiți radicali ai sulfului sunt sulfiții și sulfații. Prin adăugarea de apă la fiecare, se formează acidul sulfuric H2SO4 (sau vitriol) și acidul sulfuros H2SO3.

### Săruri
Principalele săruri ale sulfului sunt sulfurile și sulfații.

### Acizi
Sulful are mulți oxoacizi, printre care cei mai importanți sunt acidul sulfuric, acidul sulfuros, acidul tiosulfuric și acidul peroxomonosulfuric (acidul lui Caro).

### Compuși organici
Sulful este întâlnit și în unele clase de compuși organici, printre care se numără: tiolii (sau mercaptanii), analogii cu sulf ai alcoolilor, tioeterii, sulfonele și acizii sulfonici.

Compuși organici cu sulf importanți
Alicina, ingredientul activ din usturoi
(R)-cisteina, un aminoacid cu o grupă tiol
Metionina, un aminoacid cu o grupă tioeter
Disulfura de difenil, o disulfură reprezentativă
Acidul trifluorometansulfonic, un acid sulfonic
Dibenzotiofenul, un component al petrolului
Penicilina, un antibiotic ("R" - grupă variabilă)

## Răspândire
Este un nemetal multivalent răspândit în natură (zăcăminte sau izvoare sulfuroase). Se găsește și ca element pur, dar mai ales în compuși chimici, de exemplu sulfați și sulfuri. Este un element esențial în fiziologia organismelor vii.

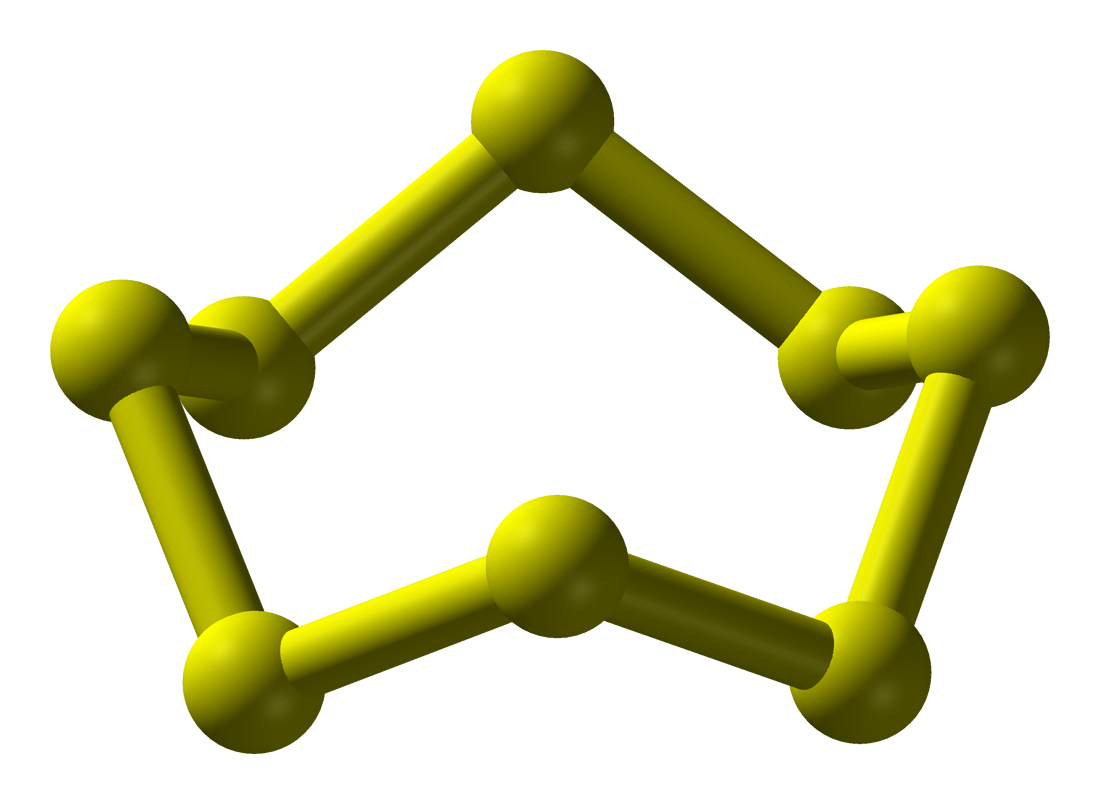
Structura moleculei de S_{8}

Intră în componența a numeroase substanțe de interes economic: acid sulfuric, îngrășăminte, praf de pușcă, chibrituri, insecticide, fungicide, baterii, detergenți, cauciuc vulcanizat, etc. Prezintă o moleculă alcătuită din 8 atomi de sulf, dispuși într-o forma de coroană.

### Alotropie
Sulful formează mai mult de 30 de alotropi, adică mai mulți decât oricare alt element. În afară de compusul S8, alții mai sunt cât de cât cunoscuți. 
Eliminând un atom de sulf de la acest compus, obținem un altul, S7, care are o culoare galbenă mai închisă. Analiza HPLC a "sulfului elementar", dezvăluie un amestec echilibrat de S8, S7 și S6. Compușii S12 și S18 și mai mari au fost elaborați deja.

## Producere

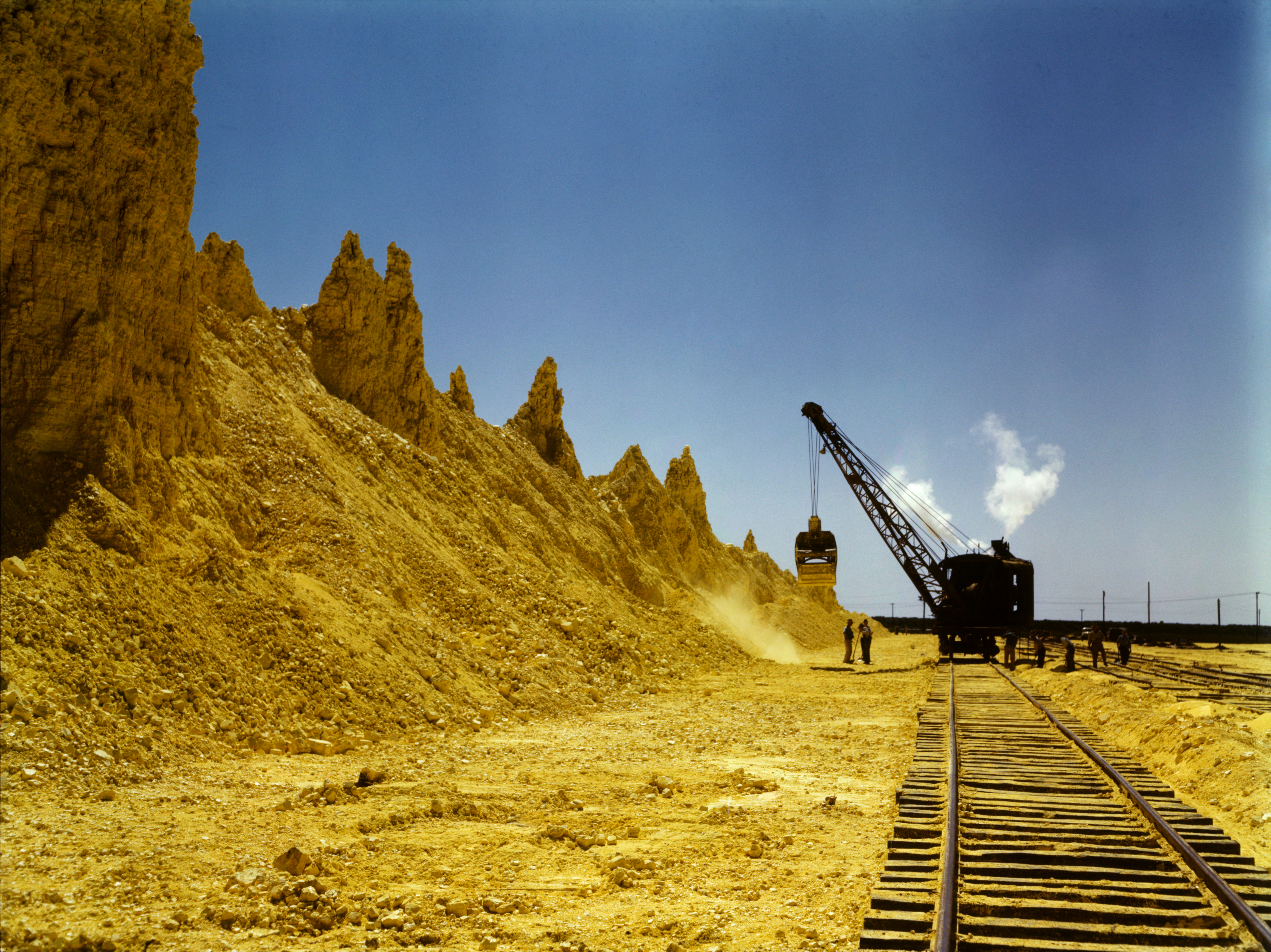
Extracția sulfului (Texas, 1943)

Sulful poate fi obținut ori sub formă elementară, dintre care mai mult de 90% este folosit pentru obținerea de acid sulfuric, ori este obținut din oxizii de sulf prin prelucrarea minereurilor de sulf. O sursă importantă de sulf reprezintă mineralul numit pirită, folosit în acest scop din timpuri străvechi. Sulful elementar este extras și comercializat la nivel mondial. Cei mai mari producători de sulf la nivel mondial sunt Statele Unite ale Americii, Canada, fostele state ale Uniunii Sovietice și Asia de Vest. Republica Populară Chineză este cel mai mare importator de sulf, urmată de Maroc și de Statele Unite. Canada este cel mai mare exportator, urmată de Rusia și de Arabia Saudită.
Producția de sulf la nivel mondial în 2011 era de aproximativ 69 de milioane de tone (Mt), iar în jur de 15 state au contribuit cu mai mult de 1 Mt fiecare. Cele mai mare producții, cu mai mult de 5 milioane de tone pe an, au fost China (9,6), Statele Unite (8,8), Canada (7,1) și Rusia (7,1).

### Nivel de laborator
Se poate obține din hidrogen sulfurat cu clor, brom, iod sau cu acid azotic sau cu permanganat de potasiu/dicromat de potasiu în mediu acid.

### Nivel industrial
În prezent, la nivel industrial, sulful se obține din petrol, gaze naturale și alți combustibili fosili, din care este extras sub formă de hidrogen sulfurat. Compușii organici cu sulf, care reprezintă impuritățile nedorite în petrol, pot fi prelucrați printr-o reacție de hidrodesulfurare, în urma căreia se scindează legăturile C-S:
R-S-R + 2 H2 → 2 RH + H2S
Hidrogenul sulfurat obținut, care se găsește, de asemenea, și în gazele naturale, este transformat în sulf elementar prin procesul Claus, un procedeu care implică oxidarea unei părți din hidrogenul sulfurat la dioxid de sulf, urmând ca acesta să reacționeze cu cantitatea rămasă pentru formarea sulfului:
3 O2 + 2 H2S → 2 SO2 + 2 H2O
SO2 + 2 H2S → 3 S + 2 H2O

## Utilizări
Sulful este indispensabil în fabricarea a numeroase substanțe și materiale:
- cauciuc și ebonită, prin vulcanizare
- acid sulfuric
- praf de pușcă
- artificii
- medicamente (sulfamide etc.)
- conservanți
- ingrășăminte si chibrituri

## Rolul elementului pentru organismul uman
Sulful intră în componența proteinelor, a unor hormoni precum insulina și a vitaminelor. Participă la procesele de oxido-reducere din organism. Contribuie la regenerarea părului și a unghiilor. 